# Cooperton
Cooperton és un poble dels Estats Units a l'estat d'Oklahoma. Segons el cens del 2000 tenia 20 habitants.

## Demografia
Segons el cens del 2000, Cooperton tenia 20 habitants, 12 habitatges, i 6 famílies. La densitat de població era de 15,8 habitants per km².
Dels 12 habitatges en un 16,7% hi vivien nens de menys de 18 anys, en un 41,7% hi vivien parelles casades, en un 0% dones solteres, i en un 50% no eren unitats familiars. En el 50% dels habitatges hi vivien persones soles el 33,3% de les quals corresponia a persones de 65 anys o més que vivien soles. El nombre mitjà de persones vivint en cada habitatge era d'1,67 i el nombre mitjà de persones que vivien en cada família era de 2,33.
Per edats la població es repartia de la següent manera: un 15% tenia menys de 18 anys, un 0% entre 18 i 24, un 20% entre 25 i 44, un 20% de 45 a 60 i un 45% 65 anys o més.
L'edat mediana era de 64 anys. Per cada 100 dones de 18 o més anys hi havia 240 homes.
La renda mediana per habitatge era de 13.125 $ i la renda mediana per família de 14.375 $. Els homes tenien una renda mediana d'11.875 $ mentre que les dones 0 $. La renda per capita de la població era de 12.096 $. Entorn del 28,6% de les famílies i el 35,7% de la població estaven per davall del llindar de pobresa.

## Poblacions més properes
El següent diagrama mostra les poblacions més properes.